# Dicranota rivularis
Dicranota rivularis är en tvåvingeart som beskrevs av Osten Sacken 1860. Dicranota rivularis ingår i släktet Dicranota och familjen hårögonharkrankar. Inga underarter finns listade i Catalogue of Life.